# Pithekoussai
Koordinaten: 40° 45′ 20″ N, 13° 52′ 59,4″ O

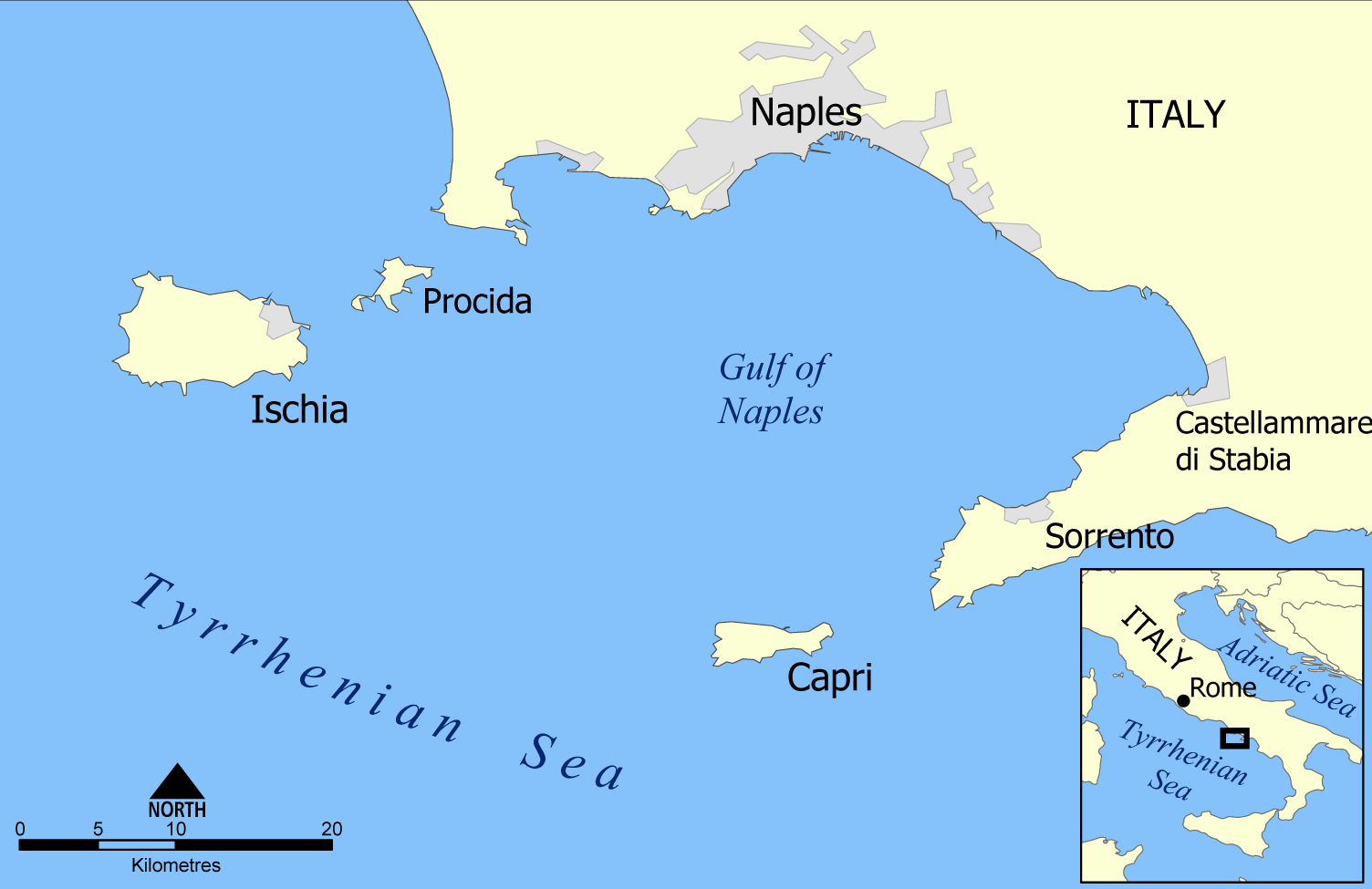
Die Insel Ischia in der Nähe von Neapel, Italien

Pithekoussai (altgriechisch Πιθηκοῦσσαι) ist eine antike Stadt auf der Insel Ischia im Mittelmeer. Es handelt sich um eine Gründung der Griechen im westlichen Mittelmeerraum, die für die Forschung hohe Bedeutung bezüglich des Themas griechischen Kolonisation hat. Diese Siedlung wurde etwa 770 v. Chr. gegründet. Nach einigen Jahrzehnten der Prosperität versank sie an der Wende des 8. zum 7. Jahrhundert v. Chr. in die Bedeutungslosigkeit. Ob man Pithekoussai für die erste Kolonie halten kann, ist in der Forschung allerdings umstritten, da nicht eindeutig ist, ob es sich bei Pithekoussai um eine Kolonie (apoikia) oder einen Handelsstützpunkt (emporion) handelt. Unabhängig davon steht fest, dass diese Stadt eine wichtige Brücke für den Austausch zwischen dem Osten und dem Westen des Mittelmeerraumes dargestellt hat.